# José Lillo Alfonso
José Lillo Alfonso (Alicante, ¿? - Sigüenza, 6 de noviembre de 1684) fue un compositor y maestro de capilla español.

## Vida
Tras la jubilación o fallecimiento de Jusepe Alcalá en 1675, se organizaron unas oposiciones para cubrir la vacante de maestro de capilla de la Catedral de Teruel. Las oposiciones se celebraron el 2 de agosto de 1675 y participaron Lillo y Diego Durón, procedente de Cuenca, alumno de Alonso Xuárez y hermanastro del famoso Sebastián Durón. A pesar de enfrentarse a un candidato tan fuerte como Durón, el 6 de septiembre el cabildo turolense dio como ganador a Lillo, por con diez votos contra dos.

[...] hizo relación mossen Matias organista de los maestros de capilla por una mimoria de lo que abia peguntado se determino que le pasara a la eleccion de coto secretamente poniendo los nombre de los maestros que fueron Duron y Lillo y tubo Lillo 10 abas y Duron 2 y asi por electo maestro de Capilla el Maestro Lillo
Actas capitulares de la Catedral de Teruel, 6 de septiembre de 1675

Hay noticias de una enfermedad del maestro en mayo de 1679. Permanecería en Teruel nueve años, hasta 1684, cuando se presentó a las oposiciones para el magisterio de la Catedral de Sigüenza. Tras quedar vacante el puesto de maestro Benito de Ambrona, se organizaron unas oposiciones a las que se presentaron siete candidatos. Lillo fue elegido como maestro de Sigüenza el 18 de febrero de 1684, partiendo junto con Pedro Herrero, el contralto de la Catedral de Teruel.
Tras su partida se llamó a Miguel Durón, el perdedor de las oposiciones anteriores que se encontraba en Gran Canaria, posiblemente influenciados por la fama de su hermanastro, Sebastián Durón. No consta que fuese a Teruel. De forma indirecta, se sabe que Jacinto Escobar ocupó el cargo vacante en Teruel.
No permanecería en el puesto más de ocho meses, ya que pronto enfermó y falleció el 6 de octubre de 1684.

## Obra
Lillo dejó doce composiciones en la Catedral de Teruel. En la Catedral de Albarracín se conserva una misa a ocho voces incompleta. En Sigüenza dejó una treintena de obras polifónicas, sin embargo, se conservan solo dos. También hay composiciones suyas en Segorbe, Valencia y el Colegio del Corpus Christi de Valencia.